# Coregonus palaea
Coregonus palaea és una espècie de peix de la família dels salmònids i de l'ordre dels salmoniformes que es troba a Europa: llacs Neuchâtel, Bienne i Morat a Suïssa.